# Hvidovre Hospital
Hvidovre Hospital er et hospital i Region Hovedstaden. Det ligger i den østlige del af Hvidovre, tæt ved Holbækmotorvejen og Avedøre Havnevej.
Hospitalet er bygget 1968-1979 og blev officielt indviet 26. marts 1976. Hospitalet er specielt fordi det er bygget lavt – de fire hovedbygninger er kun i fire etager, men byggeriet breder sig til gengæld over 300.000 m².
Hvidovre Hospital er et af landets største hospitaler med over 40.000 patienter indlagt hvert år. Det har 35 afdelinger bl.a. Danmarks største fødeafdeling med omkring 7.000 fødsler om året. Hvidovre Hospital dækker et område på 460.000 indbyggere.
En afdeling af sygehusapoteket Region Hovedstadens Apotek er beliggende på Hvidovre Hospital. Hospitalsapoteket leverer bl.a. medicin og andre farmaceutiske ydelser til Hvidovre Hospital.

## Ekstern henvisning
- Officiel hjemmeside for Hvidovre Hospital